# Brigata alpina "Taurinense"
La Brigata alpina "Taurinense" è una Grande Unità dell'Esercito italiano; dipende dal Comando truppe alpine. Specializzata per il combattimento in montagna, ha il suo quartier generale a Torino.

## Storia

### Origini
Discende dal 1º Raggruppamento Alpino, costituito in Torino in forza della legge 7 gennaio 1923.
L'ordinamento 11 marzo 1926 determina la costituzione della 1ª Brigata Alpina nella quale sono inseriti i Reggimenti 1º, 2º, 3º e 4º Alpini e 1º Artiglieria da Montagna.
Nell'ottobre 1934 il comando della Brigata assume la denominazione di Comando Superiore Alpino, cui nel dicembre dello stesso anno è attribuito l'appellativo di "Taurinense" e l'indicazione numerica di 1º.

### La divisione

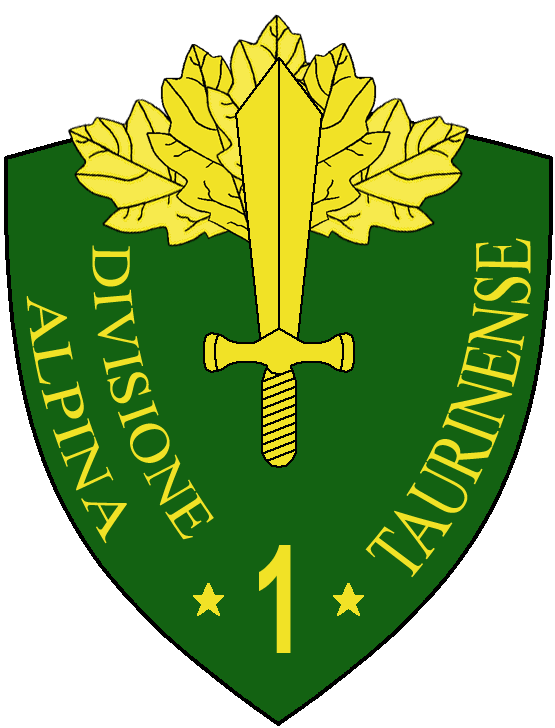
Scudetto della 1ª Divisione alpina "Taurinense"

Il 10 settembre 1935 viene formata la Divisione Alpina "Taurinense" (1ª) strutturata su 3º e 4º Reggimento Alpini e 1º Reggimento Artiglieria Alpina.
Allo scoppio della seconda guerra mondiale la Divisione opera inizialmente alla frontiera occidentale alpina, quindi resta in Italia e nel 1942 viene dislocata a Mostar in Jugoslavia e nel 1943 in Montenegro, dove opera in quel biennio.
Sciolta in Montenegro, per eventi bellici, nel settembre dell'anno 1943, i superstiti sono inquadrati nella Divisione italiana partigiana "Garibaldi" fino alla fine del conflitto, formando alcuni la 1ª Brigata alpina "Taurinense" ed altri la 2ª Brigata alpina "Taurinense".

### La brigata
Ricostituita a Torino il 15 aprile 1952, la Brigata Alpina "Taurinense" ha in organico i Reggimenti 4º Alpini e 1º Artiglieria da Montagna, una Compagnia Mista Genio (che si scinde poi in Compagnia Genio Pionieri e Compagnia Collegamenti) e un Plotone Comando.
Alcuni reparti operativi della Brigata danno vita con aliquote di personale e mezzi, a un contingente a disposizione della Forza Mobile delle Forze Alleate in Europa, che partecipa periodicamente a particolari attività addestrative al fianco di altre unità NATO, con la denominazione di "Gruppo Tattico Aviotrasportabile".
Con la ristrutturazione dell'Esercito, il 1º ottobre 1975 l'organico della grande unità è modificato e comprende: Reparto Comando e Trasmissioni, Battaglioni Alpini "Susa" (erede del 3º Reggimento) e "Saluzzo" (erede del 2º Reggimento), Gruppi Artiglieria da Montagna "Aosta" (erede del 1º Reggimento) e "Pinerolo" (erede del 4º Reggimento), una Compagnia Controcarri, una Compagnia Genio Pionieri, il Raggruppamento Servizi che sciolto il 1º dicembre 1975 è sostituito dal Battaglione Logistico "Taurinense".
Dispone inoltre del Battaglione Alpini "Mondovì" (già Battaglione Addestramento Reclute "Cuneense") quale reparto addestrativo, e di un Reparto Aviazione Leggera (RAL).
Quest'ultima unità, costituita nel 1958, il 31 gennaio 1976 diviene 4º Squadrone Elicotteri da Ricognizione ed è trasferito al 4º Raggruppamento Aviazione Leggera dell'Esercito "Altair" di Bolzano.
Dal 1º giugno 1978 la Brigata assume alle dipendenze un Reparto di Sanità Aviotrasportabile che trae origine dal disciolto 101º ospedale da campo del Battaglione Logistico. L'unità, poi denominata 1º Reparto sanità "Torino", è in grado di essere prontamente impiegabile in caso di calamità naturali e può inoltre costituire unità sanitarie sia per la Brigata sia per i reparti della Forza Mobile Alleata del Centro Europa.

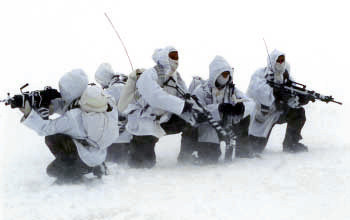
Soldati della brigata in esercitazione

Il contingente a disposizione della Forza Mobile delle Forze Alleate in Europa, dal 1º gennaio 1986 assume la denominazione di "Cuneense" e nel suo organico sono inseriti reparti delle varie Armi e dei Servizi. Sempre nel 1986, dal 30 settembre la Compagnia Genio Pionieri diviene Compagnia Genio Guastatori.
Modifiche organiche hanno luogo a partire dal 1991 in vista di un nuovo ordinamento per la Forza Armata: il 23 marzo viene soppresso il Gruppo Artiglieria da Montagna "Pinerolo" e il 14 settembre il Gruppo "taurinense" assume, in via sperimentale, una nuova configurazione e il nome di Reggimento Artiglieria da Montagna "Taurinense"; la trasformazione viene sancita in data 19 settembre 1992 con la ricostituzione del 1º Reggimento Artiglieria da Montagna.

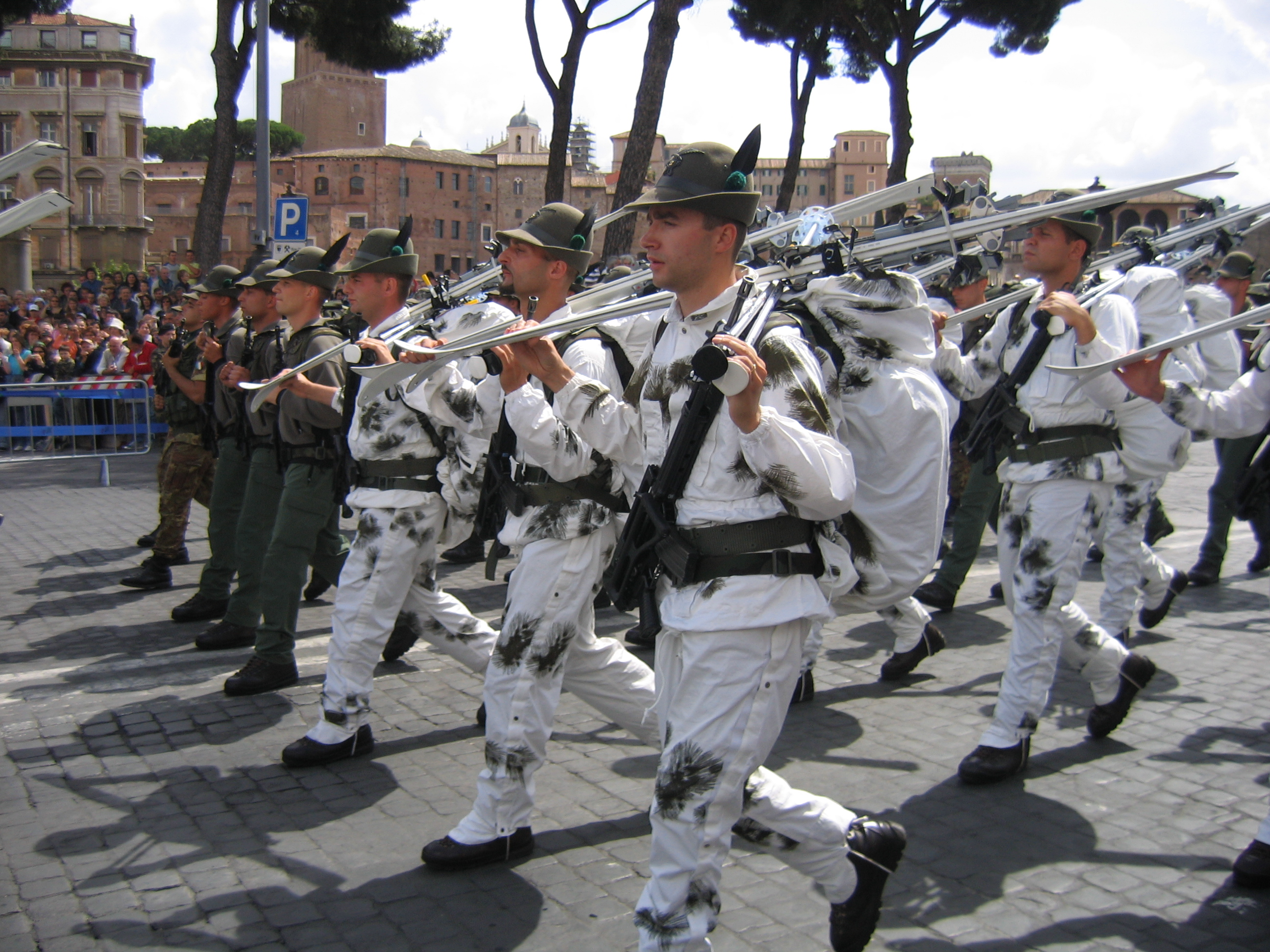
Alpini del 2º Reggimento

Nel 1992 viene ricostituito il 1º agosto il 2º Reggimento Alpini (base Battaglione "Saluzzo") mentre nello stesso mese è soppressa la Compagnia Controcarri; infine il 23 ottobre 1993 è nuovamente in vita il 3º Reggimento Alpini (base Battaglione "Susa") e la Brigata comprende: Reparto Comando e Supporti Tattici; Reggimenti Alpini 2º e 3º; 1º Reggimenti Artiglieria da Montagna; Battaglione "Mondovì"; Battaglione Logistico "Taurinense". Perde quindi il 1ºReparto Sanità, passato alle dipendenze dirette del Comando Supporto Logistico.
Oggi la grande unità allinea il 2º, 3º e 9º Reggimento alpini, il Reggimento "Nizza Cavalleria" (1º), il 1º Reggimento artiglieria terrestre (da montagna), il 32º Reggimento genio guastatori, il Reggimento Logistico "Taurinense" e il Reparto Comando e Supporti Tattici.

## Comandanti della Brigata (dal 1952)
- Angelo Corrado - dal 1952 al 1953
- Pietro Mellano - dal 1953 al 1954
- Alfredo Egizj - dal 1954 al 1957
- Giacomo Fatuzzo - dal 1957 al 1958
- Edoardo Tessitore - dal 1958 al 1959
- Pietro Sella - dal 1959 al 1960
- Antonino Giglio - dal 1960 al 1961
- Franco Magnani MOVM - dal 1961 al 1964
- Giovanni Annoni - dal 1964 al 1966
- Felice Tua MOVM - dal 1966 al 1967
- Renato Travers - dal 1967 al 1968
- Zopitantonio Liberatore - dal 1968 al 1969
- Riccardo Richiardi - dal 1969 al 1971
- Federico Gasca Queirazza - dal 1971 al 1973
- Luigi Poli - dal 1973 al 1975
- Michele Forneris - dal 1975 al 1976
- Carlo Perasso - dal 1976 al 1977
- Nevio Vianelli - dal 1977 al 1978
- Remo Peracchio - dal 1978 al 1979
- Pier Luigi Cavallari - dal 1979 al 1980
- Luigi Cappelletti - dal 1980 al 1982
- Ezio Sterpone (Colonnello) [in sede vacante] -1982
- Licurgo Pasquali - dal 1982 al 1984
- Angelo Becchio - dal 1984 -  86
- Ezio Sterpone - dal 1986 al 1988
- Aldo Varda - dal 1988 al 1990
- Carlo Cabigiosu - dal 1990 al 1991
- Luigi Fontana - dal 1991 al 1993
- Silvio Toth - dal 1993 al 1995
- Bruno Iob - dal 1995 al 1997
- Armando Novelli - dal 1997 al 1998
- Pietro Frisone - dal 1998 al 1999
- Biagio Abrate - dal 1999 al 2000
- Giorgio Cornacchione - dal 2000 al 2001
- Giovanni Di Federico - dal 2001 al 2002
- Giorgio Battisti - dal 2002 al 2003
- Gaetano Lombardi - 2003
- Giuseppino Vaccino - dal 2003 al 2004
- Claudio Graziano - dal 2004 al 2006
- Fausto Macor - dal 2006 al 2007
- Federico Bonato - dal 2007 al 2009
- Claudio Berto - dal 2009 al 2010
- Francesco Paolo Figliuolo - dal 2010 al 2011
- Dario Ranieri - dal 2011 al 2013
- Massimo Panizzi - dal 2013 al 2015
- Franco Federici - dal 2015 al 2016
- Massimo Biagini - dal 2016 al 2018
- Davide Scalabrin - dal 2018 al 2021
- Nicola Piasente - dal 2021 al 2023
- Enrico Fontana  - dal 2023 al 2024
- David Colussi - dal 2024 in carica[3]